# Portinglês
O portinglês, portuglês, portunglês ou pinglês, (em inglês:  Porglish ou Portuglish) é uma língua mista originada da mistura da língua portuguesa com a inglesa. O inglês tem grande influência nos demais países do mundo, já que quase sempre esta é usada como primeira língua depois da(s) língua(s)-mãe(s) por não-anglófonos. Dessa maneira, nos países lusófonos, nativos desses países que aprendem o inglês muitas vezes acabam se confundindo e/ou misturando termos, e a isso se dá o nome de portinglês. O mesmo pode ocorrer ao contrário, quando um anglófono aprende português. Pode-se chamar de portinglês também as palavras e frases ditas por lusófonos acostumados a ouvirem/verem termos em inglês em programas e jogos de computador nessa língua, e que ao invés de usarem a tradução correta da palavra, misturam com a versão em inglês, muitas vezes deixando uma frase com pouco ou nenhum sentido. Por exemplo, é comum a "transformação" de verbos em inglês relacionados à informática para o português, como "deletar" (do inglês: delete), "resetar" (do inglês reset), ou muitas vezes a utilização do verbo puro em inglês com o resto de frase em português, como "kill todos os inimigos" (mate todos os inimigos) ou "jump com cuidado" (salte com cuidado). Esse caso de língua mista ficou mundialmente famoso na pessoa de Joel Santana que concedeu várias entrevistas com seu portuglish (também conhecido como inglês macarrônico), posteriormente divulgando-o ainda mais com comerciais na televisão.